# 伊東祐武
伊東 祐武（いとう すけたけ）は、日向伊東氏の人物。
1. 一般的には父子関係にあるとされている伊東祐立と伊東祐堯の間にいた（祐立の子で祐堯の父）とされる人物。あくまで一説によるものであり、日向伊東氏の当主にはなっていない。
2. 戦国時代の人物。本項にて詳述する。

## 伊東祐武 (戦国時代)
伊東 祐武（いとう すけたけ）は、戦国時代の武将。日向伊東氏の家臣。
日向伊東氏当主・伊東祐国の三男として誕生。
天文2年（1533年）、兄・尹祐の子で日向伊東氏の当主・祐充が病死すると反乱を起こし、家老・福永祐炳父子ら4人を自害に追い込み都於郡城を占拠した。
この反乱の背景には、かつて福永祐炳が祐充の威光を以て反対勢力を大量に追放処分した事件（若衆の乱）があった。祐武もまた当主家の生まれであることから、一時は国内に祐武の家督を認める動きも生じたが、祐充の弟・祐清を擁立する荒武三省の軍勢に敗れ、自害した。
この一連の反乱は「武州の乱」と呼ばれる。